# Giardino botanico alpino Giangio Lorenzoni
Il Giardino botanico alpino "Giangio Lorenzoni" è un giardino botanico alpino situato in località Pian del Cansiglio a Tambre, nella provincia di Belluno in Veneto. È aperto tutti i giorni nei mesi più caldi.

## Storia
Il giardino è stato istituito nel 1972 per volontà del professor Giovanni Giorgio Lorenzoni dell'Università di Padova, inaugurato nel 1995 e ampliato negli ultimi anni.

## Specie
Il giardino contiene oltre 700 specie vegetali del massiccio Cansiglio-Cavallo tra cui Gentiana symphyandra, Geranium argenteum, Menyanthes trifoliata, Potamogeton natans, Rudbeckia laciniata e piante alpine rare e medicinali.